# عبد النبي عبادي
عبد النبي عبادي (ولد في 1 يناير 1987) هو شاعر وكاتب مسرحي ومعلم مصري، حاصل على جائزة مهرجان الفجيرة الدولي لنصوص المونودراما (2018)، وجائزة التأليف المسرحي للكبار من الهيئة العربية للمسرح (2019)، وجائزة الشارقة للإبداع العربي في فرع أدب الطفل (2021).

## سيرة موجزة
ولد عبد النبي عبد السلام عبادي في 1 يناير 1987، وحصل على ليسانس الآداب والتربية من قسم اللغة الإنجليزية بكلية التربية في جامعة جنوب الوادي بقنا في مايو 2008، ويعمل معلمًا للغة الإنجليزية بالتعليم الإعدادي منذ سنة 2010. كان من مؤسسي حركة شعراء الطرق الأدبية سنة 2008، ويكتب الشعر الفصيح، وله كتابات مسرحية وشعر بالعامية المصرية، كما يكتب شعر الواو.

## الجوائز
- جائزة المواهب الأدبية (الدورة الثالثة، دورة بهاء طاهر) المجلس الأعلى للثقافة عن المجموعة الشعرية «من حُزن الحظ» (2014).[4][6]
- المركز الأول في المسابقة المركزية للهيئة العامة لقصور الثقافة عن ديوان «لا هي تشتهيك ولا هم يعرفونك» (2015).[4][7]
- جائزة مهرجان الفجيرة الدولي لنصوص المونودراما عن نص «مليكة» (2018).[4][8]
- جائزة التأليف المسرحي للكبار من الهيئة العربية للمسرح عن النص المسرحي «سيدة اليوتوبيا» (2019).[5][7][9][10][11]
- جائزة الشارقة للإبداع العربي في فرع أدب الطفل (الدورة 25 لسنة 2021) عن النص المسرحي «حتى لا تنهار مملكة النحل».[1][12]

## المؤلفات

عبد النبي عبادي مع كتابه "الشعر والعولمة" في معرض القاهرة الدولي للكتاب (2020)

- على بُعد فاطمة أو أقل (مجموعة شعرية، النشر الإقليمي، 2013).[5]
- لا هي تشتهيك ولا هُم يعرفونك (مجموعة شعرية، الهيئة العامة لقصور الثقافة، 2016).[5]
- الشعر والعولمة (دراسة أدبية، 2019)
- يُطلُّ على كوكب أحمر (رواية للفتيان، 2021) عن دار شأن للنشر والتوزيع بالأردن[13]